# Брукс, Гарт
Троял Гарт Брукс (англ. Troyal Garth Brooks; род. 7 февраля 1962, Талса, Оклахома) — американский исполнитель кантри-музыки. Брукс привнёс элементы рок-музыки в свои записи и концертные выступления, что принесло ему огромную популярность. Этот прогрессивный подход позволил ему доминировать в чарте кантри-синглов и альбомных чартах и, в то же время, за счёт элементов поп-музыки доносить своё творчество до самой широкой аудитории.
Карьера Гарта Брукса стала одной из самых успешных в истории популярной музыки, побив рекорды продаж и посещаемости концертов в 1990-е годы. Альбомы Брукса продолжают успешно раскупаться: по данным Nielsen Soundscan на октябрь 2011 года, альбомы Брукса распроданы тиражом 68 561 000 копий, с этим результатом он является самым продаваемым музыкантом в США «эры SoundScan» (с 1991 года), опережая за этот период на 5 миллионов копий The Beatles. Кроме того, по данным RIAA, Брукс является третьим музыкантом по числу проданных альбомов после The Beatles и Элвиса Пресли со 128 миллионами проданных альбомов. 6 альбомов Брукса получили бриллиантовый статус в США, это: Garth Brooks (10х платиновый), No Fences (17× платиновый), Ropin' the Wind (14× платиновый), The Hits (10× платиновый), Sevens (10× платиновый) и Double Live (21× платиновый).
С 1989 года было выпущено 19 записей Гарта Брукса, в том числе 9 студийных альбомов, 1 концертный альбом, 4 сборника, 3 рождественских альбома и 2 бок-сета, а также 77 синглов. За свою карьеру Брукс выиграл несколько важных наград, в том числе 2 премии «Грэмми», 17 «American Music Awards» (с учётом награды «Артист 90-х годов») и награду RIAA сольному исполнителю за наибольшее количество проданных альбомов в 20-м веке в США.
Обеспокоенный конфликтами в семье, связанными с его активной музыкальной деятельностью, Брукс с 2001—2009 год решил прекратить записывать новые песни и давать концертные выступления. Несмотря на это, за данный период времени были проданы миллионы его записей, а также выпущены несколько новых синглов. В 2005 году, Брукс частично вернулся к музыкальной деятельности, дав несколько концертов, были выпущены 2 сборника его песен.
15 октября 2009 года, Гарт Брукс заявил о возвращении к музыкальной деятельности. В декабре 2009 года он заключил контракт на 5 лет на концертные выступления в отеле-казино «Wynn Las Vegas». 6 марта 2012 года было объявлено о включении Брукса в зал славы музыки кантри.

## Биография

### Ранняя жизнь
Гарт Брукс родился 7 февраля 1962 в Талсе, штат Оклахома. Он был  младшим ребёнком Трояла Рэймонда Брукса, сотрудника нефтяной компании, и Коллин Кэрол, певицы-кантри, записывающейся на лейбле Capitol Records и выступавшей в телевизионной передаче Ozark Jubilee. Для родителей Брукса этот брак стал вторым, таким образом у Гарта появились четыре сводных брата старшего возраста (Джим, Джерри, Майк, и Бетси). У пары было двое совместных детей — Келли и Гарт. В их доме в Юконе, Оклахома, семья устраивала еженедельные творческие вечера. Все дети были обязаны участвовать, исполняя песни или делая пародии. Гарт учился играть на гитаре и банджо.
В детстве Гарт часто пел дома, но в школе он наибольшее внимание уделял занятиям спортом. В высшей школе Брукс занимался футболом, бейсболом и лёгкой атлетикой. Во время обучения в «Oklahoma State University» он участвовал в соревнованиях по метанию копья. Брукс завершил обучение в университете в 1984 году, получив степень специалиста в сфере рекламы. В этом же году, Брукс начал профессиональную музыкальную карьеру — он пел и играл на гитаре в клубах и барах Оклахомы.
В 1985 году Род Фелпс, специалист в сфере развлечений, специально приехал из Далласа, чтобы послушать Брукса. Выступление Брукса понравилось Фелпсу и он предложил музыканту помощь в продюсировании первой демозаписи. С помощью Фелпса, Брукс встретился с людьми, которые могли повлиять на развитие его карьеры, а также совершил поездку в Нашвилл, с целью заключить контракт, но вернулся обратно в течение суток.. Фелпс призывал Гарта вновь вернуться в Нашвилл и попытаться добиться успеха там, что Брукс в итоге и сделал.
В 1986 году Брукс женился на Сэнди Мал, которую он встретил когда работал охранником в баре. В 1987 году супруги переехали в Нашвилл; там Брукс начал налаживать контакты в музыкальной индустрии. У пары позднее родились три дочери: Тейлор Мейн Перл (1992 г.р.),Огэст Анна (1994 г.р.) и Элли Коллин (1996 г.р.). Гарт Брукс и Сэнди Мал развелись в 1999 году.10 декабря 2005 года Брукс вступил в новый брак — с кантри-певицей Тришей Йервуд.

### 1989—1990: Первые успехи
Дебютный альбом Гарта Брукса названный просто Garth Brooks был выпущен в 1989 году и достиг успеха и в чартах и у критиков. Он поднялся до 2-го места в альбомном кантри-чарте США и до 13-го места в основном альбомном чарте Billboard 200. Большую часть альбома составили традиционные кантри-песни, созданные, частично, под влиянием музыки Джорджа Стрейта. Первый сингл альбома, «Much Too Young (To Feel This Damn Old)», пробился в первую десятку чарта кантри-синглов. Следующий сингл из альбома, «If Tomorrow Never Comes», стал для Брукса первым хитом № 1 в кантри-чарте. Сингл «Not Counting You» достиг 2-го места, а «The Dance» стал для Брукса вторым синглом — лидером кантри-чарта. Видео к песне пользовалось популярностью, позволив Бруксу донести своё творчество до более широкой аудитории. Гарт Брукс сказал, что из всех записанных им песен «The Dance» — его любимая.
Второй альбом Брукса, No Fences, был выпущен в 1990 году. Он продержался 23 недели на первом месте кантри-чарта журнала Billboard. Альбом также достиг 3-го места в поп чарте, став, в итоге, самым продаваемым студийным альбомом Брукса распроданным в количестве 17 миллионов копий только на территории США. В альбом No Fences вошли песни, ставшие для Брукса знаковыми: гимн синих воротничков «Friends in Low Places», драматическая и противоречивая «The Thunder Rolls» и философски-ироничная «Unanswered Prayers». Эти песни, а также песня «Two of a Kind, Workin' on a Full House» достигли 1-го места в кантри-чарте.

### 1991—1993: Ropin' the Wind и The Chase
Третий альбом Брукса Ropin' the Wind был выпущен в сентябре 1991 года. Ещё до выхода альбома на него было получено 4 миллиона предварительных заказов. Ropin' the Wind сразу же занял 1-е место альбомного поп-чарта, став первым кантри-альбомом, которому удалось добиться такого результата. Альбом сочетал в себе композиции в стиле кантри-поп и хонки-тонк. Хитами № 1 в кантри-чарте стали кавер-версия песни Билли Джоела «Shameless», а также песни «What She’s Doing Now» и «The River». Ropin' the Wind стал вторым по продажам альбомом Брукса. После успеха этого альбома выросли продажи предыдущих двух альбомов исполнителя, что позволило Бруксу стать первым кантри-музыкантом, 3 альбома которого одновременно находились в лучшей двадцатке альбомного чарта Billboard 200.
Под впечатлениями от событий Лос-Анджелесского бунта 1992 года Гарт Брукс совместно со Стефани Дэвис написали госпел-кантри-рок песню «We Shall Be Free», с целью выразить их желание к большей терпимости. Эта песня стала первым синглом из четвёртого альбома Брукса The Chase. «We Shall Be Free» стал первым синглом музыканта за 3 года, который не попал в лучшую десятку кантри-чарта, достигнув лишь 12-го места. Тем не менее, эта песня часто удостаивалась «стоячих оваций» на концертах музыканта; она достигла 22-го места в чартах христианской музыки и принесла Бруксу в 1993 году награду GLAAD Media Award.

### 1993—1994: In Pieces

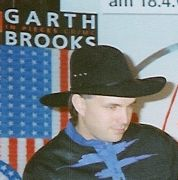
Гарт Брукс

В 1993 году Гарт Брукс подверг критике магазины, которые продавали подержанные компакт-диски, так как это приводило к потере лицензионных платежей. Музыкант призвал «Capitol Records» не отправлять в такие магазины его новый альбом In Pieces, вышедший в августе 1993 года. Это привело к нескольким искам в адрес рекорд-лейбла о нарушении им антимонопольного законодательства и вынудило его, в итоге, отправить компакт-диски во все магазины.
Несмотря на задержку доставки альбома в часть магазинов, In Pieces стал для Брукса очередным, уже четвёртым, лидером альбомного кантри-чарта США и третьим подряд альбомом, возглавившим Billboard 200. Продажи альбома составили, в общей сложности, около 10 миллионов копий по всему миру. Тем не менее, некоторые из поклонников исполнителя были расстроены тем фактом, что альбом не был выпущен одновременно по всему миру. Из-за этого, в Великобритании многие из них покупали In Pieces за пределами страны, что позволило альбому пробиться в лучшую десятку британского альбомного чарта ещё до даты его официального релиза на территории Соединённого Королевства. После официального выпуска там, альбом достиг не только 1-го места в британском альбомном кантри-чарте, но и 2-го в альбомном поп-чарте. В этом же году сингл «The Red Strokes» стал первым для Брукса, пробившимся в число сорока лучших в британском поп-чарте синглов, достигнув наивысшего 13-го места, за ним последовал сингл «Standing Outside The Fire», достигший 23-го места. Предыдущие альбомы исполнителя No Fences, Ropin' The Wind and The Chase также продолжали оставаться в тридцатке лучших в Великобритании.
В поддержку альбома Брукс начал в 1994 году турне по Великобритании, дав аншлаговые концерты на таких площадках как «National Exhibition Centre» в Бирмингеме и лондонской арене «Уэмбли». Он принял участие в открытии лондонской радиостанции «Country 1035» и выступил в ряде программ на радио и телевидении.
В других странах Гарт Брукс также являлся «звездой»: продажи его альбомов были высокими, а концерты собирали аншлаги в разных регионах от Южной Америки до Европы, от Дальнего Востока до Австралии и Новой Зеландии.
В 1994 году Брукс отдал должное группе Kiss, повлиявшей на него, как музыканта. Он принял участие в записи альбома Kiss My Ass: Classic Kiss Regrooved, сборника кавер-версий песен группы, «перепетых» музыкантами разных жанров. Брукс исполнил песню «Hard Luck Woman», которую ранее пел ударник группы Питер Крисс. При этом, он настоял на том, чтобы музыканты Kiss сами сыграли при записи песни, что они, в итоге, и сделали.

### 1995—1998: Fresh Horses и Sevens
В ноябре 1995 года был выпущен первый за 2 года альбом Гарта Брукса с новым материалом — Fresh Horses. За следующие полгода было продано около трёх миллионов копий альбома, однако, затем, когда альбом стал четырежды платиновым, темпы его продаж снизились. Первый сингл альбома, «She's Every Woman», сумел пробиться на вершину песенного кантри-чарта США, однако, следующий сингл, «The Fever» (кавер-версия песни группы «Aerosmith») достиг только 23-го места. Тем не менее, ещё 3 сингла с альбома стали хитами кантри-чарта, в том числе и «The Beaches of Cheyenne», ставший очередным для Брукса синглом № 1.
Седьмой студийный альбом Гарта Брукса, Sevens был выпущен в 1997 году. Первоначально планировалось, что альбом будет выпущен в августе, но этим планам не суждено было сбыться, так как в этом году в «Capitol Records» произошли серьёзные изменения в системе управления, что отразилось и на выпуске записей. В результате, релиз нового альбома Брукса состоялся только в ноябре 1997 года. Альбом дебютировал на 1-м месте как в альбомном кантри-чарте США, так и в основном хит-параде Billboard 200. В итоге Sevens был распродан тиражом 10 миллионов копий и стал четвёртым «бриллиантовым» альбомом исполнителя. Первым синглом с альбома стала песня «In Another’s Eyes», дуэт Брукса с популярной кантри-певицей и его другом Тришей Йервуд. Песня достигла 2-го места в кантри чарте. Три другие песни из альбома, выпущенные в 1997 году, стали хитами кантри-чарта, причём песни «Two Pina Coladas» и «Longneck Bottle» в итоге возглавили этот чарт.

### 1999: Крис Гейнс
В 1999 году Гарт Брукс и его продюсерская компания «Red Strokes Entertainment», совместно с «Paramount Pictures» начали кампанию по продвижению на рынок фильма, в котором Брукс сыграл роль рок звезды. Главным героем фильма «The Lamb» являлся вымышленный рок-певец Крис Гейнс. Для увеличения интереса к данному проекту Брукс записал альбом «Garth Brooks in … The Life of Chris Gaines», который должен был быть неким «пре-саундтреком» фильма. Брукс также появился в образе Гейнса в телевизионной программе «Behind the Music» на канале VH1, а также выступил от своего лица в программе «Saturday Night Live».
Рецензии на альбом были смешанными. Критики, с одной стороны, отмечали, что Брукс решился на эксперимент и выпустил нетипичный для него альбом, который мог бы очень хорошо восприниматься, если бы он выпускался просто как «первый поп-альбом Гарта Брукса», но, с другой стороны, говорили, что идея «Криса Гейнса» оказалась намного более увлекательной, чем то, во что он музыкально, в итоге, воплотился. Критик Стивен Томас Эрлюин из Allmusic предположил, что «разработанные альтернативный образ Брукса и маркетинговая схема по продвижению альбома Garth Brooks in … The Life of Chris Gaines дали обратный результат: публика не подумала, что Брукс играет роль, а решила, что он просто сошёл с ума».
Большая часть американской общественности была или сбита с толку, или просто не воспринимала Гарта Брукса иначе, чем поп-кантри певца. Многие из поклонников музыканта посчитали, что поддерживая проект «Крис Гейнс», они просто потеряют настоящего Гарта Брукса. В итоге, многочисленные промоакции фильма и альбома, предпринятые Бруксом, так и не вызвали массового внимания публики к этому проекту. Неудача альбома стала понятна уже спустя считанные недели после его выпуска. Несмотря на то, что он попал на 2-е место альбомного поп-чарта, его продажи были ниже ожидаемых.
Более низкие, чем ожидалось, продажи альбома (только около 2-х миллионов копий) и отсутствие вложений в дальнейшее производство фильма привели к тому, что в феврале 2001 года проект был приостановлен и вплоть до настоящего времени так и не реализован. Несмотря на неудачу альбома Garth Brooks in … The Life of Chris Gaines, первый сингл из него, «Lost in You» стал для Брукса единственным, когда-либо попадавшим в лучшую десятку песенного чарта Billboard Hot 100. Сингл достиг 5-го места в этом чарте, при этом получив статус золотого по продажам.

### 2000: Уход со сцены
В то время, как карьера Гарта Брукса успешно развивалась, участились связанные с этим семейные конфликты музыканта. Брукс говорил о возможности перерыва в своей сценической деятельности в 1992 и 1995 годах, но каждый раз вновь продолжал записывать песни и выступать. В 1999 году Брукс появился в программе канала The Nashville Network «Crook & Chase» где вновь сказал о возможности своего ухода со сцены.
26 октября 2000 года Гарт Брукс официально заявил, что прекращает записывать песни и давать концерты. Певец сказал, что «с этого дня он начинает новую жизнь и теперь каждый день сможет быть рядом со своими детьми, быть для них настоящим отцом, что является для него истинной наградой».
Последний, перед уходом со сцены, альбом Брукса Scarecrow был выпущен 13 ноября 2001 года. Хотя он и не продавался столь же успешно, как предыдущие альбомы исполнителя, но всё же возглавил альбомные и кантри, и поп чарт. В целях рекламы альбома, Брукс дал несколько выступлений, уточнив при этом, что не планирует возвращаться к записи песен и активной концертной деятельности, по крайней мере до того момента, как его младшей дочери Элли не исполнится 18 лет.
Несмотря на отказ от записи нового материала, в период 2002—2005 годов Брукс вновь попадал в чарты с ранее записанными песнями, так в 2003 году его песня «Why Ain’t I Running» пробилась в тридцатку лучших кантри-чарта синглов.

### 2005—2009: Частичное возвращение
В 2005 году Брукс заявил, что он не будет гастролировать и не планирует записывать новые песни в студии, по крайней мере до 2015 года. Тем не менее, в августе этого же года было объявлено, что исполнитель подписал контракт с Wal-Mart, передав этой компании права на часть каталога своих песен за период времени после его разрыва с Capitol. Через 3 месяца Брукс и Wal-Mart выпустили The Limited Series, бок-сет из шести CD с песнями из предыдущих альбомов музыканта, а также Lost Sessions, альбом из одиннадцати ранее не издававшихся песен. Это был первый случай в истории, когда музыкант подписал эксклюзивный контракт на распространение его записей с одним розничным продавцом. Бок-сет был распродан тиражом более чем 500 тысяч копий сразу после выпуска — это доказывало, что у Брукса, по-прежнему, немало поклонников. В первую неделю декабря 2005 года было продано уже более 1 миллиона копий.
В 2005 году Гарт Брукс прервав его «отпуск», несколько раз выступил в благотворительных целях. Совместно с Тришей Йервуд он спел песню группы Creedence Clearwater Revival «Who’ll Stop the Rain» на концерте «Shelter from the Storm: A Concert for the Gulf Coast», общенациональном телемарафоне в помощь жертвам урагана «Катрина». Он также выпустил новый сингл, «Good Ride Cowboy», как дань памяти его покойного друга, звезды родео и кантри-певца Криса Ледукса.
В начале 2006 года Wal-Mart выпустила The Lost Sessions отдельным диском (без бокс-сета), добавив к нему несколько дополнительных треков, в том числе, побывавший в лучшей тридцатке песенного кантри-чарта дуэт Гарта и Триши Йервуд «Love Will Always Win». Позже, супруги были номинированы за эту песню на «Грэмми» в категории «Лучшее совместное вокальное кантри исполнение».
18 августа 2007 года Брукс сообщил о планах по выпуску нового бокс-сета под названием The Ultimate Hits. Он должен был состоять из 2-х CD, содержащих 30 хитов и 3 новые песни и DVD с видеоклипами к каждой из песен. Первый сингл альбома, «More Than a Memory», появился на радиостанциях 27 августа 2007 года. «More Than a Memory» дебютировал сразу на 1-м месте в песенном кантри-чарте Billboard Hot Country Songs, показав наилучший результат в первую неделю за всю историю этого американского чарта. Предыдущий рекорд был установлен только неделей ранее, когда Кенни Чесни с песней «Don’t Blink» дебютировал на позиции под номером 16.
В ноябре 2007 года Брукс дал 9 аншлаговых концертов на арене «Sprint Center» в Канзас-Сити, которая открылась только за месяц до этого. Первоначально, планировался только один концерт, но, в связи с тем, что билеты на выступление музыканта были распроданы почти мгновенно, были предусмотрены уже 9 концертов, все прошедшие с аншлагами. Шоу прошли с 5-12 ноября 2007 года, а финальное выступление исполнителя — 14 ноября. Оно было показано более чем в трёхстах кинотеатрах по всему США.

### 2009: Возвращение на сцену
15 октября 2009 года Гарт Брукс объявил о том, что возвращается на сцену и будет выступать по уикендам в отеле и казино «Encore Las Vegas». Эти выступления продолжались вплоть до осени 2011 года. В дальнейшем было объявлено о том, что музыкант продолжит выступать в Лас-Вегасе, его выступления были запланированы, как минимум, до июня 2012 года. Такой график позволяет Бруксу в течение недели заниматься семейными делами (ради которых он и покидал сцену), а на выходных выступать. Финансовые условия контракта на выступления не были объявлены, но организатор выступлений сообщил, что он предоставил певцу частный самолёт для перелётов между местом выступлений в Лас-Вегасе и домом музыканта в Оклахоме.

## Музыкальный стиль
От своих старших братьев и сестёр Гарт Брукс перенял любовь к разным жанрам музыки. Услышав дебютный сингл кантри-певца Джорджа Стрейта «Unwound», Брукс решил, что будет исполнять кантри-музыку. Хотя Гарт с детства слушал кантри-музыку, но ему нравилась и рок-музыка. В числе тех музыкантов, которые повлияли на него, Брукс называл Джеймса Тейлора, Дена Фогельберга и Таунса Ван Зандта. Кроме того, на Брукса повлияли песни рок-музыкантов 1970-х годов, таких как Билли Джоел и Брюс Спрингстин, и оперный рок Queen и Фредди Меркьюри. В своей книге, «Демон снимает маску», Джин Симмонс поведал о том, что Гарт Брукс оказался большим поклонником KISS: «Queen и KISS повлияли на него больше всего. Раньше я не улавливал связи, но только потому, что знал Гарта исключительно по его записям. побывав наконец на его выступлении, я понял, о чем он говорил: он летал по воздуху, парил над ударными, взрывал фейерверки — настоящая кантри-версия KISS». В творчестве Брукса соединились воедино кантри в духе Мерла Хаггарда, хонки-тонк, пост-фолк-рок, арена-рок 1970-х годов, что позволило ему добиться огромного коммерческого успеха.
В своих наиболее успешных концертах Брукс использовал беспроводной микрофон-гарнитуру, что позволяло ему быстро перемещаться по сцене, придавая таким концертам большую энергетику и театральность, свойственные исполнителям стадионного рока и оживляло обычно спокойную и размеренную кантри-музыку.

## Рекорды продаж
The Recording Industry Association of America объявила, что Гарт Брукс — самый продаваемый сольный исполнитель 20-го столетия в Америке. Это сообщение вызвало критику со стороны прессы и многих меломанов, которые были убеждены, что у Элвиса Пресли больше проданных записей, чем у Брукса, а его меньшие показатели объясняются ошибочной методикой сертификации RIAA при его жизни. Хотя Бруксу, по его словам, и было очень приятно такое достижение, но он заявил, что тоже считает, что самые значительные продажи альбомов из всех сольных исполнителей у Элвиса Пресли.
С того времени RIAA пересмотрела свои методы подсчёта сертификатов. После пересмотра, Пресли стал самым продаваемым сольным исполнителем в истории США, сместив Брукса на 2-е место среди сольных исполнителей и на 3-е в целом (так как у The Beatles больше проданных записей и чем у Брукса и чем у Пресли). Пересмотренная методика сертификации также вызвала немало критики — в этот раз от поклонников Брукса. 5 ноября 2007 года, Гарт Брукс вновь был объявлен самым продаваемым сольным артистом в истории США с результатом в 123 миллиона проданных альбомов. В декабре 2010 года ещё несколько альбомов Элвиса Пресли по результатам продаж получили сертификаты RIAA. В результате, Элвис снова превзошёл Гарта.
По состоянию на июнь 2012 года, в США сертифицированные альбомы Пресли были проданы тиражом 134,5 миллиона копий, Брукса — 128 миллионов.
6 альбомов Гарта Брукса на основании продаж в США, получили бриллиантовый статус: Garth Brooks (10х платиновый), No Fences (17× платиновый), Ropin' the Wind (14× платиновый), The Hits (10× платиновый), Sevens (10× платиновый) и Double Live (21× платиновый). По этому показателю он делит первое место с The Beatles, у которых также 6 бриллиантовых альбомов в США.
Концертный альбом Брукса Double Live , сертифицированный 21 раз платиновым, является самым продаваемым концертным диском в США за всё время.

## Личная жизнь
24 мая 1986 года Гарт Брукс женился на своей возлюбленной, авторе песен Сэнди Мал. Они встретились, когда Гарт работал охранником в баре. Брукс и Мал стали жить раздельно с марта 1999 года, объявили о своих планах развестись 9 октября 2000 года и подали документы на развод 6 ноября 2000 года. Развод был окончательно оформлен 17 декабря 2001 года.
С середины 1990-х годов многие таблоиды писали, что у Гарта Брукса роман с коллегой по музыкальной деятельности, кантри-певицей Тришей Йервуд. Брукс и Йервуд отрицали наличие романа между ними. В дальнейшем, после развода Брукса, он начал встречаться с Йервуд, а затем 10 декабря 2005 года в их доме в Оклахоме состоялась свадьба музыкантов. Этот брак стал для Брукса вторым, а для Йервуд — третьим. Пара владеет домами в Гудлетсвилле в Теннесси, Малибу в Калифорнии и в Port St. Lucie во Флориде, но, прежде всего живёт на ранчо в Овассо, Оклахома, в пригороде Талсы.

## Благотворительная деятельность

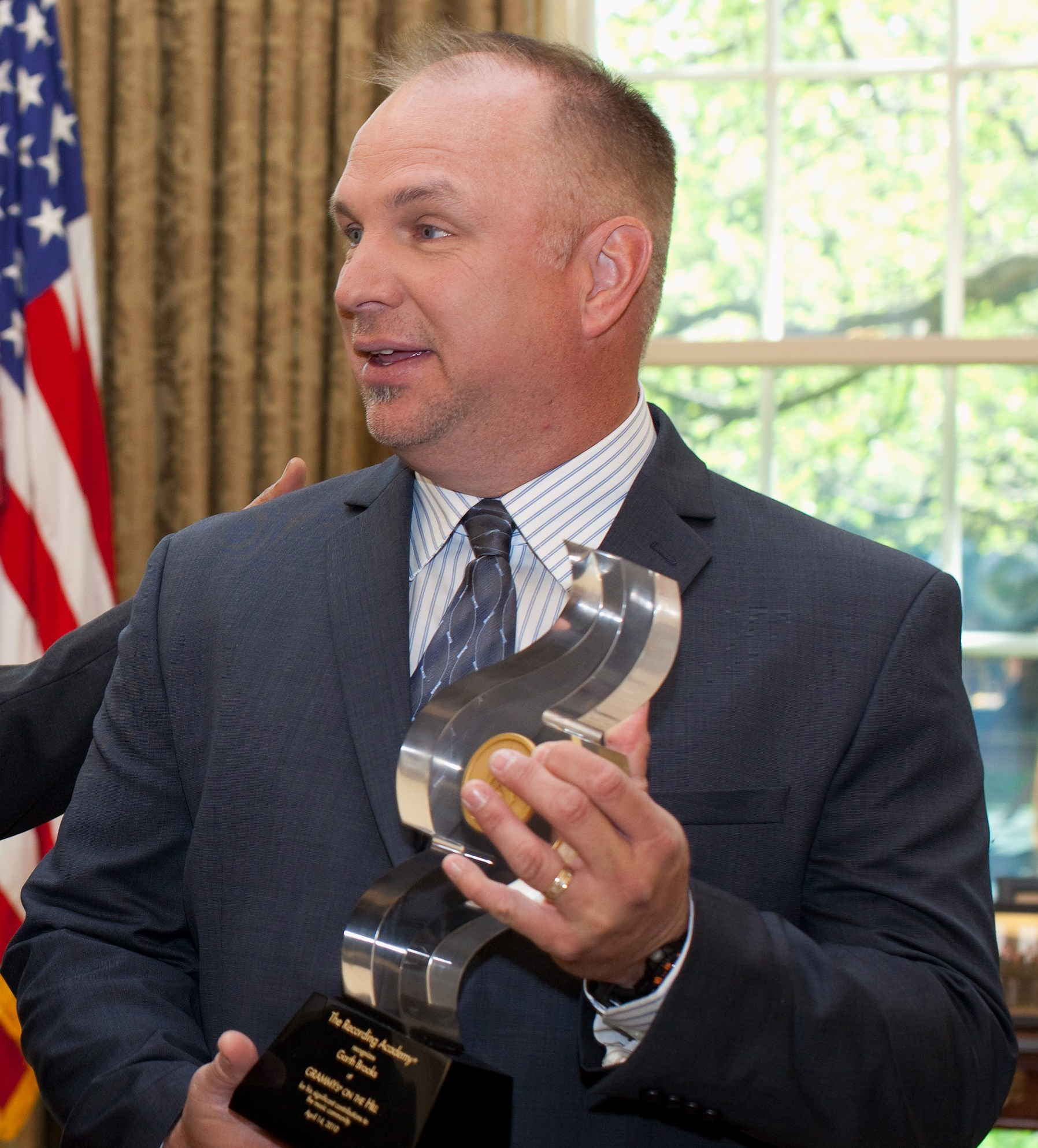
Гарт Брукс в «Белом Доме», 14 апреля 2010 года

В 1999 году Гарт Брукс совместно с Бо Митчеллом основал благотворительную организацию «The Teammates for Kids Foundation», с целью оказания финансовой поддержки детям. В настоящее время организация ведёт работу по четырём направлениям, относящимся к одному из видов спорта:
- бейсбол
- хоккей
- американский футбол
- футбол

Осенью 2007 года было объявлено, что 25 и 26 января 2008 года Гарт даст 2 благотворительных концерта в Лос-Анджелесе на арене «Staples Center» для пострадавших от пожаров в Калифорнии. 1 декабря билеты на концерты поступили в продажу и были распроданы в течение нескольких минут, что заставило организаторов дать ещё несколько концертов. Билеты на все шоу в Лос-Анджелесе были распроданы менее чем за 1 час. Канал «CBS» в прямом эфире осуществлял трансляцию первого из этих концертов (25 января в 9 часов вечера), предоставив зрителям возможность сделать пожертвования организациям по борьбе с пожарами.
В декабре 2010 года Брукс дал в Нашвилле в «Bridgestone Arena» 9 концертов менее чем за неделю. На концерты было продано около 140 тысяч билетов и собрано 5 миллионов долларов. Сборы от этих выступлений были направлены в пользу жертв наводнения в Нашвилле, произошедшего в мае 2010 года.
Пожертвование в сумме 500 тысяч долларов США, которое Гарт Брукс в 2005 году сделал для «Integris Canadian Valley Regional Hospital» в Оклахоме привело к неожиданному судебному иску. По словам Брукса, больница обещала назвать новый оздоровительный центр для женщин в честь его матери Коллин Брукс, умершей от рака в 1999 году. В дальнейшем, больница решила не строить данный центр, при этом отказавшись возвратить музыканту сумму пожертвования. 24 января 2012 года жюри суда присяжных города Клеймор вынесло решение в пользу Брукса, обязав больницу вернуть 500 тысяч долларов пожертвования и выплатить ещё 500 тысяч долларов штрафных санкций.

## Награды
За свою карьеру Гарт Брукс выиграл множество различных музыкальных наград, среди которых и такие значимые, как:
- 2 Грэмми[66]
- 17 American Music Awards (включая награду «Артист 90-х», полученную Бруксом в 2000-м году)[67]
- Recording Industry Association of America, «Артист столетия» (за наибольшее количество проданных альбомов в 20-м веке в США)[53]
- 21 Academy of Country Music Awards(в том числе «Артист десятилетия» (1990-х) и «Crystal Milestone Award» — награда самому продаваемому кантри-артисту в истории)[68]

## Дискография
| - 1989 — Garth Brooks - 1990 — No Fences - 1991 — Ropin' the Wind - 1992 — The Chase - 1993 — In Pieces - 1995 — Fresh Horses - 1997 — Sevens - 2001 — Scarecrow - 2005 — The Lost Sessions - 2014 — Man Against Machine - 2016 — Gunslinger - 2020 — Fun (англ. Fun (Garth Brooks album)) - 1999 — Greatest Hits (альбом Криса Гейнса) (Garth Brooks in… The Life of Chris Gaines) - 2016 — Christmas Together (англ. Christmas Together (Garth Brooks and Trisha Yearwood album)) | - 1994 — The Garth Brooks Collection - 1994 — The Hits - 1998 — The Limited Series (англ. The Limited Series (1998 album)) (бокс-сет) - 1998 — Double Live (концертный) - 2005 — The Limited Series (англ. The Limited Series (2005 album)) (бокс-сет) - 2007 — Songs from Call Me Claus (англ. Songs from Call Me Claus) - 2007 — The Ultimate Hits - 2013 — Blame It All on My Roots: Five Decades of Influences (бокс-сет) - 2016 — The Ultimate Collection (боксет) - 2018 — Triple Live (англ. Triple Live) (концертный) |  |